# Sakhalinoctonus alexrasnitsyni
Sakhalinoctonus alexrasnitsyni (лат.) — ископаемый вид наездников-браконид, единственный в составе рода Sakhalinoctonus из подсемейства Aphidiinae (Braconidae). Сахалинский янтарь, Россия, средний эоцен, возраст находки 43—47 млн лет.

## Описание
Мелкие наездники. Длина тела 1,4 мм, длина усиков 0,9 мм. Мандибулы двузубые; максиллярные щупики 4-члениковые. Усики 12-члениковые, нитевидные, густо опушенные. Мезоскутум вероятно, с полными нотаулами. Проподеум с крупной срединной ареолой, очерченной килями. В переднем крыле птеростигма узко-треугольная; метакарпус (1-R1) относительно трудно различим, не доходят до вершины крыла. Радиальные (r, 3-SR, SR1), медиальные (1-SR + M, 2-M, 3-M) и параллельная (CU1a) жилки переднего крыла длинные и почти доходят до дистального края крыла. Первая и вторая радиомедиальные (субмаргинальные) ячейки сливаются с дискоидальной (дискальной) ячейкой и образуют единую крупную медиальную ячейку. Вторая поперечная анальная жилка (а) есть, но очень тонкая. Заднее крыло без замкнутых ячеек. Ноги длинные; задняя нога примерно равна длине тела, покрыта густыми и полуотстоящими щетинками (как на теле). Петиоль брюшка длинный, немного расширен к вершине, его длина примерно в 4 раза больше его ширины посередине. Яйцеклад слабо изогнут вниз, широкий в основании, заострен к вершине и с субвершинной дорсальной выемкой.
Вид был впервые описан в 2021 году гименоптерологом Еленой Давидян (Всероссийский институт защиты растений, Пушкин, Россия). Сходен с ископаемыми родами †Protacanthoides и †Promonoctonia. Видовое название S. alexrasnitsyni дано в честь крупного российского энтомолога Александр Павловича Расницына (Палеонтологический институт РАН, Москва).